# А-IX-1
А-IX-1 (takođe A-IX-I, A-91) je eksploziv, koji je mešavina heksogena (95%) i flegmatizatora to jest heksogena desenzibilizovanog sa (5%) voska. To je homogena, praškasta, nehigroskopna zrnasta supstanca narandžaste boje. 

## Istorija
Izmislio sovjetski inženjer Evgenij Grigorijevič Ledin 1938-40.

## Karakteristike
- Tačka paljenja: 200 °C (392 °F; 473 K)
- Specifična energija transformacije eksploziva: 4,8 - 5,22 MJ/kg
- Specifična zapremina produkata eksplozije: - 0,93 m³/kg.
- Brzina detonacije pri gustini ρ0 = 1680 kg/m³: - 8450 m/s
- Visoka eksplozivnost: 450 cm³
- Brizantnost: 23 мм [1].

## Upotreba
А-IX-1 se aktivno koristi za opremanje modernom municijom u ruskoj vojsci. Eksploziv je korišćen za male visokoeksplozivne granate i projektile u obliku punjenja. 